# Eppie Bleeker
Eppie Bleeker (Bolsward, 5 mei 1949) is een voormalig Nederlands schaatser. Hij was gespecialiseerd op de sprintafstanden.
Tijdens en na zijn carrière is hij actief geweest als leraar Duits en aardrijkskunde op het Bornego College te Joure. Op de Winterspelen van 1976 is Bleeker onder meer niet in actie gekomen omdat het schoolbestuur moeilijk vervanging kon regelen.

## Persoonlijke records
| Afstand    | Tijd    | Datum            | Baan       |
| ---------- | ------- | ---------------- | ---------- |
| 500 meter  | 38,7    | 29 januari 1977  | Grefrath   |
| 1000 meter | 1.19,34 | 17 februari 1974 | Innsbruck  |
| 1500 meter | 2.04,59 | 12 februari 1974 | Inzell     |
| 3000 meter | 4.34,3  | 28 februari 1975 | Heerenveen |
| 5000 meter | 8.01,90 | 28 december 1974 | Inzell     |

## Resultaten
| jaar | NK Allround | NK Sprint | WK Sprint |
| ---- | ----------- | --------- | --------- |
| 1969 | nc22        |           |           |
| 1970 |             | 4e        |           |
| 1971 |             | Brons     |           |
| 1972 |             |           |           |
| 1973 |             | Brons     | Brons     |
| 1974 |             | Goud      | Brons     |
| 1975 |             | Goud      | 7e        |
| 1976 |             | 8e        |           |
| 1977 |             | Brons     | 7e        |
| 1978 |             | 11e       |           |
| 1979 |             | dq1       |           |

### Medaillespiegel
| kampioenschap | goud · | zilver · | brons · |
| ------------- | ------ | -------- | ------- |
| NK Sprint     | 2      | 0        | 3       |
| WK Sprint     | 0      | 0        | 2       |